# 李壽雍
李壽雍（1902年—1984年）字震東，江蘇鹽城人，畢業於北京大學、英國牛津大學、倫敦大學。曾任國民黨江蘇省黨部委員、指導委員、常務監察委員，國立中央大學教授，湖南大學文法學院院長，江蘇省財政廳廳長，第一屆鹽城縣國民大會代表等職。1948年6月至1949年5月任國立暨南大學校長。1961年3月至1971年7月任中華民國考選部部長。

## 中國國民黨中央委員會褒揚狀
中央評議委員李壽雍同志識淵博志慮忠純自就讀北京大學時期即參加本黨秘密工作北伐成功歷任黨政要職均有建樹後並當選為第六屆中央執行委員抗戰期間轉任湖南大學文學院院長勝利後膺任國立暨南大學校長憲政伊始被選為第一屆國民大會代表自民國五十年起任職考選部部長久逾稔綜其一生迴翔於黨政教育暨民意機關功在黨國澤沛菁莪特予褒揚以資矜式
主席蔣經國
中華民國七十四年三月  日
柒肆褒字第零零壹號

## 總統令
華總褒第533號
國民大會代表李壽雍，早歲從事革命，奮鬥不懈，抗戰以來，歷任第三戰區政治部中將主任、江蘇省政府財政廳廳長、國立暨南大學校長、考選部部長等職。國步多艱，忠勤著績，育才取士，致力尤多，茲聞溘逝，悼惜良深，應予明令褒揚，以昭忠藎。

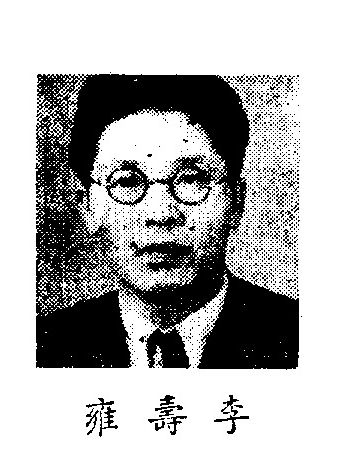

總統蔣經國    行政院長俞國華
中華民國七十四年二月四日
典璽官劉垕

## 主僕命案
「主僕命案」起因於兇嫌段培德因行竊失風，於台北市新生南路前考試院考選部長李壽雍寓所，殺害其遺孀及其傭人。原段培德父親帶著幼小的段培德在李壽雍家為僕人；段培德13歲時因偷李壽雍之財物，故段培德父親被李壽雍解僱、李壽雍亦給段培德父親八萬元新台幣的遣散費。李壽雍去世之前曾留一紙條寫：「段培德等段家人永遠不得入家門」；後此一紙條成為主僕命案的破案關鍵證物。
李壽雍去世後，於1986年6月8日其妻與女僕人雙雙被父親曾是李壽雍部長家的幫傭之子段培德殺害。因服役中的段私自離營再潛入官邸偷48萬元新台幣被發現，故將女僕人及坐在輪椅上的李壽雍之妻雙雙掐死。後段培德於1989年4月21日被判死刑，於1989年5月7日執行槍決。

## 外部連接
- YouTube上的李壽雍溫州街官邸舊事(06:40秒處開始)
- YouTube上的李壽雍溫州街老宅舊事

| 中華民國政府職務 | 中華民國政府職務                              | 中華民國政府職務 |
| ---------------- | --------------------------------------------- | ---------------- |
| 考試院           |                                               |                  |
| 前任： 黃季陸    | 考選部部長 第五任 1961年3月1日－1971年7月21日 | 繼任： 鍾皎光    |